# 台中市公車700路跳蛙公車
台中市公車700路跳蛙公車目前行駛自豐原高中到明德高中，主要行駛於崇德路。本路線僅靠現今12路重點站位，非逐站停靠，且僅於平日尖峰行駛，例假日及寒暑假停駛。通車時原為700路，2022年7月1日配合幹線公車通車，路線改為700路跳蛙公車，為崇德幹線跳蛙公車。

## 歷史
- 2016年3月1日：700路正式通車。[1] [2] [3]
- 2016年6月6日：調整發車時刻。[4]
- 2016年10月29日：配合「臺中鐵路架化第二階段工程」，臺中火車站往豐原高中方向站位遷移至建國路166號（原金沙百貨對面）。[5] [6] [7]
- 2017年2月13日：增設「崇德大豐一路口」、「崇德潭富路口」。[8]
- 2017年7月1日：「市立殯儀館」更名為「北區運動中心」。[9]
- 2021年4月19日：調整發車時刻，改為一天12班次往返。[10]
- 2022年7月1日：配合幹線公車通車，路線改為700路跳蛙公車「明德高中－豐原高中」。

## 路線基本資料
單程行車里數約22.3公里，單程行車時間約70分鐘。往明德高中共31站，往豐原高中共30站。
本路線自豐原高中起，沿著豐原區水源路、圓環東路、圓環北路二段、三豐路一段、中正路、豐原大道一段、西勢路、神岡區承德路、潭子區崇德路五段、四段、北屯區崇德路三段、二段、北區崇德路一段、三民路三段、精武路、中區雙十路、建國路、南區東區臺中路、明德街到明德高中。

### 時刻表
- 例假日及寒暑假停駛。
- 時刻表更新時間為2025年3月30日。

| 台中市公車700跳蛙時刻表 | 台中市公車700跳蛙時刻表 | 台中市公車700跳蛙時刻表 | 台中市公車700跳蛙時刻表 |
| ----------------------- | ----------------------- | ----------------------- | ----------------------- |
| 明德高中(明德街)開時刻  | 明德高中(明德街)開備註  | 豐原高中開時刻          | 豐原高中開備註          |
| 06:10                   | -                       | 06:15                   | -                       |
| 06:20                   | -                       | 06:30                   | -                       |
| 17:10                   | -                       | 17:10                   | -                       |
| 17:20                   | -                       | 17:30                   | -                       |

### 收費
- 依里程計費；刷電子票證10公里免費。
- 里程計費說明：
  - 基本里程：8公里。
  - 基本里程票價全票20元、半票11元。
  - 超過基本里程（8公里）計費方式：
    - 全票=[2.431 x 搭乘里程數x （1+5%營業稅）] （四捨五入）
    - 半票=[2.431 x 搭乘里程數x （1+5%營業稅）] x 50% （四捨五入）

  - 兒童、老人、身心障礙者及其陪伴者依規定半票收費。

### 停站
- 參見右側站牌路線圖。
- 站牌更新時間為2025年4月1日。